# Fleur Sakura Wöss

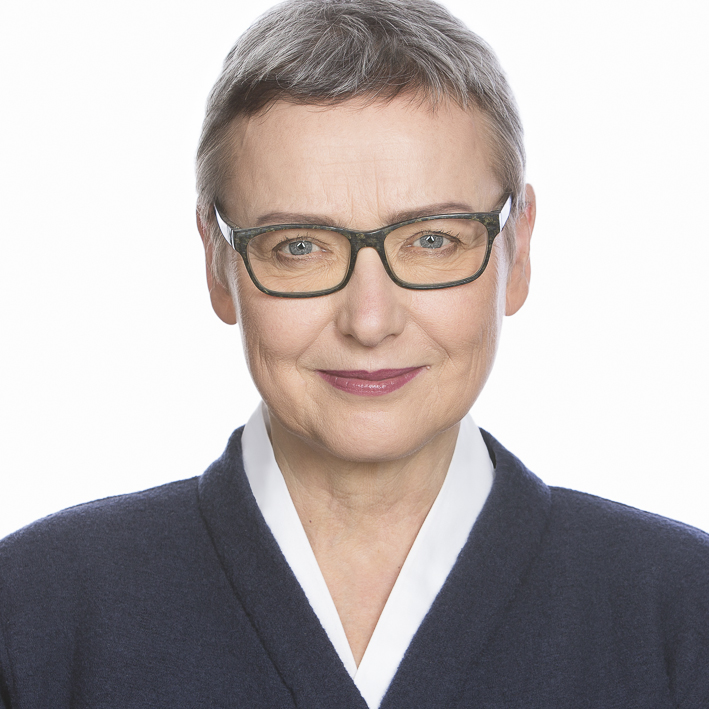
Fleur Sakura Wöss

Fleur Sakura Wöss (* 15. April 1953 in Tokyo) ist eine österreichische Zen-Lehrerin und Buchautorin.

## Leben
Fleur Sakura Wöss wurde als Tochter der Musikwissenschaftlerin Margareta Wöss und des Dirigenten Kurt Wöss in Tokyo geboren. Sie wurde aufgrund des Geburtstermins im April nach der japanischen Kirschblüte „Sakura“ benannt. Ihre frühe Kindheit verbrachte sie in Melbourne, Australien, wohin ihr Vater nach seiner Chefdirigententätigkeit in Japan zum Chefdirigenten berufen worden war. Die erste Schulzeit verbrachte sie in Wien, die Gymnasialzeit samt Matura in Gmunden, Oberösterreich, unterbrochen von einem Jahr als Gastschülerin in Kalifornien, USA.
Fleur Sakura Wöss ist verheiratet mit Paul Matusek (* 1948, Wien); die beiden haben drei gemeinsame Söhne.

## Ausbildung und berufliche Tätigkeit
- 1971–1980 Studium der Japanologie und Buddhismuskunde in Wien
- 1978–1980 Forschungen zur Religionssoziologie in Tokyo, Aufenthalt in einem Tempel (Jōdo-Shinshū)
- 1982–1992 Lehraufträge an den Universitäten Wien, Zürich und der FU Berlin
- 1981–1994 Ass. und Ass. Prof. am Institut für Japanologie, Universität Wien
- 1994–2000 Geschäftsführerin des Seminarunternehmens TopTwo
- 2008 Meditationslehrerin des Rinzai-shū
- 2008 Gründung des Zen Zentrums Wien Misho-an in Wien gemeinsam mit Paul Matusek

## Veröffentlichungen

### Beiträge
- Sylvia C. Löhken: Leise Menschen – starke Wirkung: Wie Sie Präsenz zeigen und Gehör finden. Vorwort, Gabal, 2012, ISBN 978-3-86200-895-7
- Nikolaus B. Enkelmann (Hrsg.): Die besten Ideen für erfolgreiche Rhetorik: Erfolgreiche Speaker verraten ihre besten Konzepte und geben Impulse für die Praxis. Gabal, 2011, S. 249–259, ISBN 978-3-86936-238-0
- Beiträge seit 2010 in Ursache & Wirkung

### Bücher
- Tag für Tag ein guter Tag – Ein Zen-Lesebuch, PublishDrive, ISBN 9916-93130-5
- Gelassen auftreten – Meditieren, Reden, Überzeugen, Kösel Verlag, 2019, ISBN 978-3-466-37225-6
- Souverän vortragen! Das Handbuch für Redner, myMORAWA Verlag, 2018, ISBN 978-3-99070-499-8[1] und ISBN 978-3-99070-500-1
- Innehalten – Zen üben, Atem holen, Kraft schöpfen. Kösel Verlag, 2017, ISBN 978-3-466-37196-9
- Der souveräne Vortrag – Informieren, Überzeugen, Begeistern. Linde Verlag, 2004, ISBN 978-3-7093-0029-9
- Ruth Linhart, Fleur Wöss: Nippons neue Frauen. Rowohlt Verlag, Reinbek bei Hamburg 1990, ISBN 978-3-499-18585-4
- Ruth Linhart-Fischer (Hrsg.): Japans Frauen heute. Rowohlt, Reinbek bei Hamburg, 1990, Vorwort und S. 170–191, ISBN 978-3-499-18585-4
- Divergenzen der gesellschaftlichen und religiösen Entwicklung am Beispiel der Tempel-Pfarrgemeinde-Beziehung in einem japanischen Dorf. Dissertation, Universität Wien 1980, 272 S.[2]
- Ariyoshi Sawako: San-baba. Deutsche Übersetzung von Fleur Wöss, Galrev Verlag, 1989, ISBN 978-3-925230-05-9
- gem. mit Evelyn Schmid: Bibliographie deutschsprachiger Literatur über die japanische Frau. In: Die Japanerin in Vergangenheit und Gegenwart. Beiträge zur Japanologie Band 17. Wien 1981, S. 303–324
- Megumi Maderdonner, Sepp Linhart: Old Age in Japan. Beiträge zur Japanologie, Band 20, Institut für Japanologie, Universität Wien, Wien 1987